# Храм Живоначальной Троицы в Хорошёве
Храм Живонача́льной Тро́ицы в Хорошёве — православный храм в районе Хорошёво-Мнёвники города Москвы. Относится к Успенскому благочинию Московской епархии Русской православной церкви. Построен в 1598 году по повелению Бориса Годунова в его вотчине, селе Хорошёве, по образцу Малого собора Донского монастыря предположительно Фёдором Конём. Трапезная часть и колокольня — XIX века.

## Архитектурный облик и история
Основной объём храма одноглавый, увенчан несколькими ярусами пышных кокошников. С боков к нему примыкают два симметричных придела со схожим декором. Стены и апсиды украшены тонкими лопатками и карнизами со сложной профилировкой.
Первоначальные узкие окна храма были растёсаны в XVII веке, тогда же открытую паперть заменили на обходную галерею. В середине XVIII века (1764—1768) разобрали обветшавшую звонницу и выстроили отдельную колокольню, сохранившуюся до наших дней. В процессе строительства проект колокольни, выполненный Андреяном Афанасьевым, сильно изменился: её сделали выше и скромнее по декору. Чуть меньше чем через сто лет, в 1845 году, разобрали западную часть галереи и выстроили новую трапезную, соединившую церковь с колокольней. По некоторым свидетельствам, уже к тому времени кокошники спрятали под простую четырёхскатную железную кровлю, что значительно обеднило художественный облик храма.
В 1939 году храм был закрыт и отдан под колхозный клуб, потом — под детскую консультацию.
В 1963—1964 годах под руководством архитектора Бориса Альтшуллера церковь исследовали и отреставрировали, частично вернув ей первоначальный облик. Однако восстановить в прежнем виде стёсанные при перестройках перспективные порталы не оказалось возможным. Трапезной и колокольни реставрация не коснулась. В них располагался цех фабрики офсетной печати.
Храм одним из первых был возвращён Русской православной церкви в конце 1980-х годов. Богослужения возобновлены на Пасху 1989 года (30 апреля).
Клир храма — сотрудники синодальных отделов Русской православной церкви.
Святыня храма — особо чтимая Грузинская икона Божией Матери.

## Настоятели храма
- митрополит Марк (Головков) (26 января 2000 — 26 февраля 2019).
- митрополит Игнатий (Депутатов) (26 февраля 2019 года[2] — 3 сентября 2020).
- епископ Парамон (Голубка) (с 3 сентября 2020[3])

## Духовенство
- Митрополит Никандр (Пилишин).
- Протоиерей Игорь Неродюк.
- Священник Виталий Беспалко.
- Священник Димитрий Чернобай.
- Священник Иоанн Мороз.
- Священник Роман Белашов.